# Gérard Mital
Pour les articles homonymes, voir Mital.
Gérard Mital, né le 30 novembre 1944 à Lyon et mort le 21 juin 2010 à Sainte-Euphémie, est un cadre d'entreprise et producteur de cinéma français. 

## Biographie
Après des études à Polytechnique, il obtient un MBA et un Master en économie à l'université de Stanford. Il commence sa carrière de cadre d'entreprise chez McKinsey en 1971. Il occupe plusieurs postes de direction chez Danone, BSN-verres plats, Gaumont, UGC avant de monter sa société de production en 1989, puis en 1993 la société Medialab, spécialisée dans les images de synthèse. 
Gérard Mital était le mari de la journaliste Christine Riboud avec laquelle il eut deux fils dont Alexis Mital dit Camille de Toledo.

## Filmographie
- 1989 : Un monde sans pitié d'Éric Rochant
- 1989 : Jésus de Montréal de Denys Arcand
- 1989 : Baxter de Jérôme Boivin
- 1990 : Rendez-vous au tas de sable de Didier Grousset
- 1991 : Europa de Lars von Trier
- 1992 : Sexes faibles ! de Serge Meynard
- 1992 : Lapse of Memory
- 1993 : Départ en vacances